# Brachysaura minor
Brachysaura minor е вид влечуго от семейство Agamidae.

## Разпространение
Видът е разпространен в Бангладеш, Индия и Пакистан.